# Темникова, Мария Сергеевна
Мари́я Сергее́вна Те́мникова (род. 17 ноября 1995, Екатеринбург) — российская пловчиха, специализирующаяся в брассе, чемпионка и призёр чемпионатов России, а также международных соревнований. Участница летних Олимпийских игр (2020).

## Биография

### Спортивная карьера
В 2011 году в возрасте 15 лет Темникова, завоевала золотую медаль в заплыве на 50 метров и стала чемпионкой Европы среди юниоров. В 2012 году, на чемпионате России на короткой воде, завоевала две серебряные и одну бронзовую медаль, а также в составе своей четвёрки выиграла комбинированную эстафету 4x100 метров. 
С 2015 по 2017 год Мария 3 раза выигрывала золото, а также неоднократно завоёвывала серебряные и бронзовые медали на чемпионатах России на короткой воде, как в эстафетах, так и в личных соревнованиях. В апреле 2017 года на чемпионате России по плаванию Темникова завоевала серебро на дистанции 50 метров и золотую медаль в комбинированной эстафете 4x100 метров. 
Летом 2017 года на Летней Универсиаде в Тайбэе, на дистанции 200 метров, завоевала бронзовую медаль, уступив в финале Канако Ватанабэ и Татьяне Скунмакер. 
В апреле 2019 года на чемпионате России по плаванию в заплыве на дистанции 200 метров брассом, стала второй, уступив в финале Евгении Чикуновой и опередив Юлию Ефимову. В ноябре 2019 года, Мария стала чемпионкой России, на дистанции 100 метров, опередив в финале Нику Годун и Татьяну Белоногофф. 8 декабря 2019 года, на чемпионате Европы по плаванию в заплыве 200 метров брассом, Темникова завоевала золотую медаль, опередив в финале британку Молли Реншоу и итальянку Мартину Карраро.
В октябре 2020 года на чемпионате России по плаванию Темникова завоевала серебряную медаль, уступив в финальном заплыве на дистанции 100 метров Евгении Чикуновой и опередив Дарью Чикунову.
В апреле 2021 года Темникова вошла в состав сборной России по плаванию для участия на летних Олимпийских играх. 29 июля 2021 года, Темникова участвовала в квалификации заплыва на дистанции 200 метров брассом, но не смогла пробиться в финал, заняв в полуфинале 11-е место. В ноябре 2021 года на чемпионате Европы по плаванию, в заплыве на дистанции 200 метров брассом, завоевала серебряную медаль, уступив в финале Евгении Чикуновой и опередив итальянку Франческу Фанджо.
В апреле 2022 года на чемпионате России по плаванию на дистанции 100 метров завоевала бронзовую медаль, уступив в финале Евгении Чикуновой и Виталине Симоновой.

### Личная жизнь
Состоит в отношениях с пловцом Даниилом Пахомовым. В январе 2024 года у пары родился сын.